# 도쿄 RPG 팩토리
도쿄 RPG 팩토리(Tokyo RPG Factory Co., Ltd., 일본어: 株式会社Tokyo RPG)는 일본의 비디오 게임 개발사이자 롤플레잉 장르로 유명한 회사인 스퀘어 에닉스의 자회사였다. 이 회사는 2013년 스퀘어 에닉스의 사장이 된 마츠다 요스케에 의해 2014년 8월에 "도쿄 드림 팩토리"(Tokyo Dream Factory)라는 이름으로 설립되었다. 회사 생애 동안 제물과 눈의 세츠나(2016), 로스트 스피어(2017), 오니나키(2019) 등 세 가지 타이틀이 다양한 수준의 비판적, 상업적 성공을 거두며 개발되었다.
도쿄 RPG 팩토리는 RPG의 "황금기" 타이틀에서 영감을 받은 게임을 개발하기 위해 설립되었다. 스퀘어 에닉스 내의 다른 부서에서 프리랜서와 자원 봉사 직원을 영입하는 구조는 서양 영화 및 게임 스튜디오를 모델로 한다. 프로젝트의 반복 직원은 하시모토 아츠시 감독과 시나리오 작가 이나바 히로타카이다. 유명한 스퀘어 에닉스 직원인 토키타 타카시는 오니나키에서 창의적인 역할을 맡기 전에 처음 두 타이틀에 대한 의견을 제공했다. 스튜디오는 2024년 1월에 스퀘어 에닉스에 합병되었다.